# Bid, bedank, bewonder
Bid, bedank, bewonder is een Nederlands televisieprogramma van de Evangelische Omroep.
De presentatie is bij toerbeurten in handen van Giovanca Ostiana, Jurjen ten Brinke en Marleen Stelling. Zij ontvangen bekende en onbekende gasten wekelijks op een plek in de natuur. Het gesprek gaat zonder al te veel omwegen over wat de gast heeft met bidden, bedanken en bewonderen. Zij vertellen over die momenten in hun leven waarop die woorden een diepere betekenis kregen.
Het programma is te zien op zondagmorgen op NPO 2. Sinds het najaar van 2024 komt het programma wekelijks vanaf een andere locatie en zijn er meerdere gasten aan het woord. 

## Bijzondere uitzendingen
- De aflevering van 1 oktober 2023 stond in het teken van Hans de Booij, omdat het de Week tegen Eenzaamheid was. Hans vertelde hoe hij omgaat met eenzaam zijn en ook was er aandacht voor zijn nieuwe lied, 1000 jaar eenzaamheid. Hans vertelde hierover dat "Ik had een eenzaamheidsaanval op Malta en toen heb ik een liedje gemaakt. Als de emotie te groot, te hevig of te hoog wordt, dan volgt een liedje en dat is dan ook binnen één uur af". De Week tegen Eenzaamheid wordt in het kader van het actieprogramma Eén tegen eenzaamheid georganiseerd door het ministerie van VWS.

- De aflevering van 29 oktober 2023 stond in het teken van Huub Oosterhuis, hij overleed in dat jaar en zijn dochter Trijntje Oosterhuis haalde warme herinneringen aan haar vader op.

## Afleveringen

### 2022
- Erik Scherder
- Pieter-Jaap Aalbersberg
- Jurjen van Houwelingen
- Harriette Verwey
- Lucille Werner
- Desray Manders
- Elbert Bot
- Jaap Smit
- Ennio Drost
- Anita Witzier
- Shirma Rouse
- Elly Zuiderveld
- Pauline Weseman
- Andries Knevel
- Rosaliene Israël
- Quintis Ristie

### 2023
- Glenn de Randamie
- Reinier van den Berg
- Arjen ten Brinke
- Riegonda van Welie
- Herman Haan
- Rozemarijn van 't Einde
- Jamie Trenité
- Jeanette Westerkamp
- Bianca Groen
- Jay-Way
- Jurjen de Groot
- Alinda Bol
- Mirjam van der Vegt
- Thomas Quartier
- Alexander Noordijk
- Frénk van der Linden
- Milouska Meulens
- Berget Lewis
- Erna Wien
- Mart van de Kamp
- Arie van der Veer
- Helene Perfors
- Jojanneke van den Bosch
- Maarten van Ooijen
- Hans de Booij
- Pieter Verhoeve
- Arjan Broers
- Marianne Thieme
- Trijntje Oosterhuis
- Gimena Blindeling-Eliza
- Dirk van de Glind
- Gert van de Vijver
- Sharon Kips
- Xander Stok (zanger van The New Shining)
- Fred Omvlee
- Aldith Hunkar
- Giti Bán
- Mart de Kruif

### 2024
- Teun Kapitein
- Martijn Horsman
- Gerrie Kersbulck-Koelewijn
- Margreet de Vries-Schot
- Rianne van Kuil
- René van Kooten
- Jan Slagter
- Astrid Feddes
- Bram Maarleveld
- Davitha van de Kuilen
- Rick Brink
- Jan den Boer
- Moniek Venhuizen
- Henk Westerveld
- Martijn van Leerdam
- Nadia Kroon
- Micha Gelber
- José Kraaijeveld
- John Hofwijks
- Hans Klok
- Graceland Festival
- René de Reuver
- Tirtsa Liefting
- Maria van der Heijden
- Marianne van Praag
- Ad van Nieuwpoort en Bastiaan Ragas
- Marianne van Praag
- Egbertje Kutsch Lojenga

| Datum        | Spreker                                             | Onderwerp                                                     |
| ------------ | --------------------------------------------------- | ------------------------------------------------------------- |
| 20 oktober   | Medewerkers van een kringloopwinkel                 | Michazondag                                                   |
| 27 oktober   | Leon Bal                                            | Kwetsbaarheid bij de brandweer                                |
| 3 november   | Urkers                                              | Vissers vieren Dankdag ondanks tegenslag                      |
| 10 november  | René Visser van kerk KenHem in Ede                  | De kerk als familie                                           |
| 17 november  | Deborah van den Bosch                               | Een luisterend oor voor militairen                            |
| 24 november  | Rolinka Klein Kranenburg                            | Ode aan de doden                                              |
| 1 december   | Janneke Plantinga                                   | Leer luisterend bidden                                        |
| 8 december   | De mensen van buurt-en-kerkhuis Shalom in Den Haag  | Opbloeien uit armoede                                         |
| 15 december  | Twee gelovigen die ook doof zijn                    | Hoe is het om in een horende wereld doof en christen te zijn? |
| Gerdine Blom | Kerkleden                                           | Hoop dwars door lijden                                        |
| 29 december  | Giovanca Ostiana Jurjen ten Brinke Marleen Stelling | Giovanca, Jurjen en Marleen blikken terug op 2024             |

## Afleveringen

### 2025
| Datum       | Spreker                                | Onderwerp                                                            |
| ----------- | -------------------------------------- | -------------------------------------------------------------------- |
| 12 januari  | Pieter Versloot                        | Leren dat je gedragen wordt                                          |
| 19 januari  | Arjo Barth                             | Week van gebed                                                       |
| 2 februari  | André F. Troost                        | Op zoek naar God in Mokum                                            |
| 9 februari  | Mienke de Goederen en Anne de Goederen | Liefde een leven lang                                                |
| 23 februari | Alice Parmentier en Rachel de Moor     | Outkatholiek geloven is doen                                         |
| 2 maart     | Reny Boersma-Bruinsma                  | Over bidden, bedanken en bewonderen op de grens van leven en sterven |
| 9 maart     | Elise Kant                             | Het kleine goede doen                                                |
| 16 maart    | boer Jan en boer Gerrit                | Respect voor onze boeren, ondanks verschillen                        |
| 23 maart    | Wim Eikelboom                          | Liefde voor de IJssel                                                |
| 30 maart    | Kerkleden                              | De groene kerk groeit en bloeit                                      |
| 6 april     | Annemarthe Westerbeek                  | Groen doen begint dichtbij                                           |

## Trivia
- De YouTube-serie 'Wonder, verhalen van het onverklaarbare' hoort bij het programma Bid, bedank, bewonder. In zes afleveringen vertellen mensen hierin over de betekenis van een onverklaarbaar moment in een uitzichtloze situatie.
- In elke aflevering staan de woorden bid, bedank en bewonder met grote witte letters in een natuurlijke omgeving. Vanaf najaar 2024 zijn de grote letters geschrapt uit het programma, de woorden zijn vanaf dan te zien op een scrabble bord in de openingsleader.